# 北条ワイン醸造所
株式会社北条ワイン醸造所（ほうじょうワインじょうぞうしょ）は、鳥取県東伯郡北栄町に本社を置くワインメーカー。

## 概要
西日本では3番目、中四国・九州地域では最古の歴史をもつワイナリーである。

## 歴史
鳥取県中部の北条砂丘では、古くからブドウの栽培が盛んで、その歴史は江戸時代にまで遡る。
畑は砂地であるがゆえに水はけが良く、昼は太陽光の照り返しが強い。逆に夜は、砂地が熱を放出するとともに日本海からの海風が加わるため、ブドウの生育環境としては昼夜の寒暖差が大きいという好条件を備えている。
昭和初期に生産が増加、北条ブドウの名声は一段と高まり、全国の三大密集地とまで言われ市場からも注目され、加工用として需要も契約されるまでになり、大黒葡萄酒（現・メルシャン）との取引も軌道に乗るようになった。
第二次世界大戦中はブドウの生食が禁じられ、すべてのブドウをブドウ酒製造のため供出させられた。飲む目的でなく、潜水艦・魚雷探知の水中音響機器（ソナー）の部品材料であるロッシェル塩の生成に用いる、醸造時の副産物である酒石酸の製造のためである。
軍需省の要請により酒石酸の製造目的で創業し、当初は軍需工場としてスタートしたが、敗戦により酒石酸が不要になり、飲用ワイン工場に転換した。
2016年10月に発生した鳥取県中部地震により、工場のある北栄町では震度6弱を記録し、出荷前のワインボトル約5万本が破損し、貯蔵タンクや工場の壁も破損した。

## 沿革
- 1944年（昭和19年） - 初代当主、山田定伝により創業[2]。
- 1945年（昭和20年） - 敗戦により、飲用ワイン製造に転換。
- 1960年（昭和35年） - フランスの本格的なワイン技術を導入。
- 1965年（昭和40年） - 2代目当主、定廣が後を継ぐ。
- 2016年（平成28年） - 鳥取県中部地震により被災、商品が多数破損する。
- 2017年（平成29年）4月29日 - 大阪府に本社を置き外食チェーンを経営するフジオフードシステムが北栄町内でブドウ栽培とワイン製造に進出を発表、北条ワイン醸造所と連携し技術協力を得て2018年2月からブドウ栽培を開始予定[5]。
- 2017年（平成29年）8月1日 - 株式会社北条ワイン醸造所を設立、個人事業者[6]から株式会社に組織変更[7]。株式会社への完全事務移行は酒造免許の名義変更（法人成り等）を待って2018年1月1日から実施。

## 商品
- 北条ワイン
  - スタンダード、赤・白・ロゼ
  - コンコード、赤
  - ヴィンテージ、赤・白
  - 砂丘、赤・白
  - カイノワール
  - 樽仕込み
  - 北条ヌーヴォ
  - マイルド（甘口）
  - マデラ - 国産では大変珍しいマデラタイプワイン、酒精強化ワインの一種。
- トットリSKY（スパークリング）
- とっとり二十世紀梨わいん - 鳥取二十世紀梨を原料としている。

委託醸造品
- ブルーベリーワイン紫泉郷 - 販売は（株）アグリネット琴浦が行う。

## 交通アクセス
- 西日本旅客鉄道（JR西日本）下北条駅より徒歩15分
  - ワイナリー見学は現在実施していない、直売は平日のみ営業。